# Gaudissart II
Gaudissart II est une courte nouvelle d’Honoré de Balzac parue en 1844 dans La Presse sous le titre : Un Gaudissart de la rue Richelieu, puis éditée en volume la même année chez Hetzel. En 1846, elle figure dans les Scènes de la vie parisienne de l’édition Furne de La Comédie humaine.

## Résumé
Sous l'œil admiratif du caricaturiste Jean-Jacques Bixiou, Gaudissart, à la fois marchand et fabricant de châles, installé à Paris, au coin de la rue de Richelieu et de la rue de la Bourse, inventeur du « châle-Selim », arrive à vendre cet article « impossible à vendre » à une Anglaise assez pittoresque.

## Thème
Gaudissart, fils du génial commis-voyageur Félix Gaudissart qui, dans César Birotteau, contribuait au redressement de la maison Birotteau, est « un artiste de la vente » dont les talents de bateleur n’étaient pas récompensés dans L'Illustre Gaudissart. En tant que « Parisien en province », il avait trouvé plus malin que lui, mais il a tout de même fini multimillionnaire après avoir fondé une banque.
Le type de vendeur plein de bagout qu’il représente dans un grand nombre d’œuvres de La Comédie humaine a donné lieu à un nom générique désignant tous les Gaudissart existants (et que Balzac désigne comme « des comédiens sans le savoir »). D’où le titre, Gaudissart II, devenu nom commun. On dit un gaudissart comme on dirait un « baratineur », voire un bateleur, ce qui est le cas dans cette scène de rue que croque le caricaturiste Bixiou, car Gaudissart est en effet une caricature : Balzac a bien choisi ses personnages qui relèvent ici de la comédie, et même de la farce.
Cette nouvelle fait partie des « divertissements » que Balzac s’accordait parfois à titre de récréation. Mais elle ouvre tout de même des horizons sur le phénomène du commerce, des employés, des magasins que Zola développera par la suite en exposant les prémices de la consommation de masse.